# Stift Zwettl

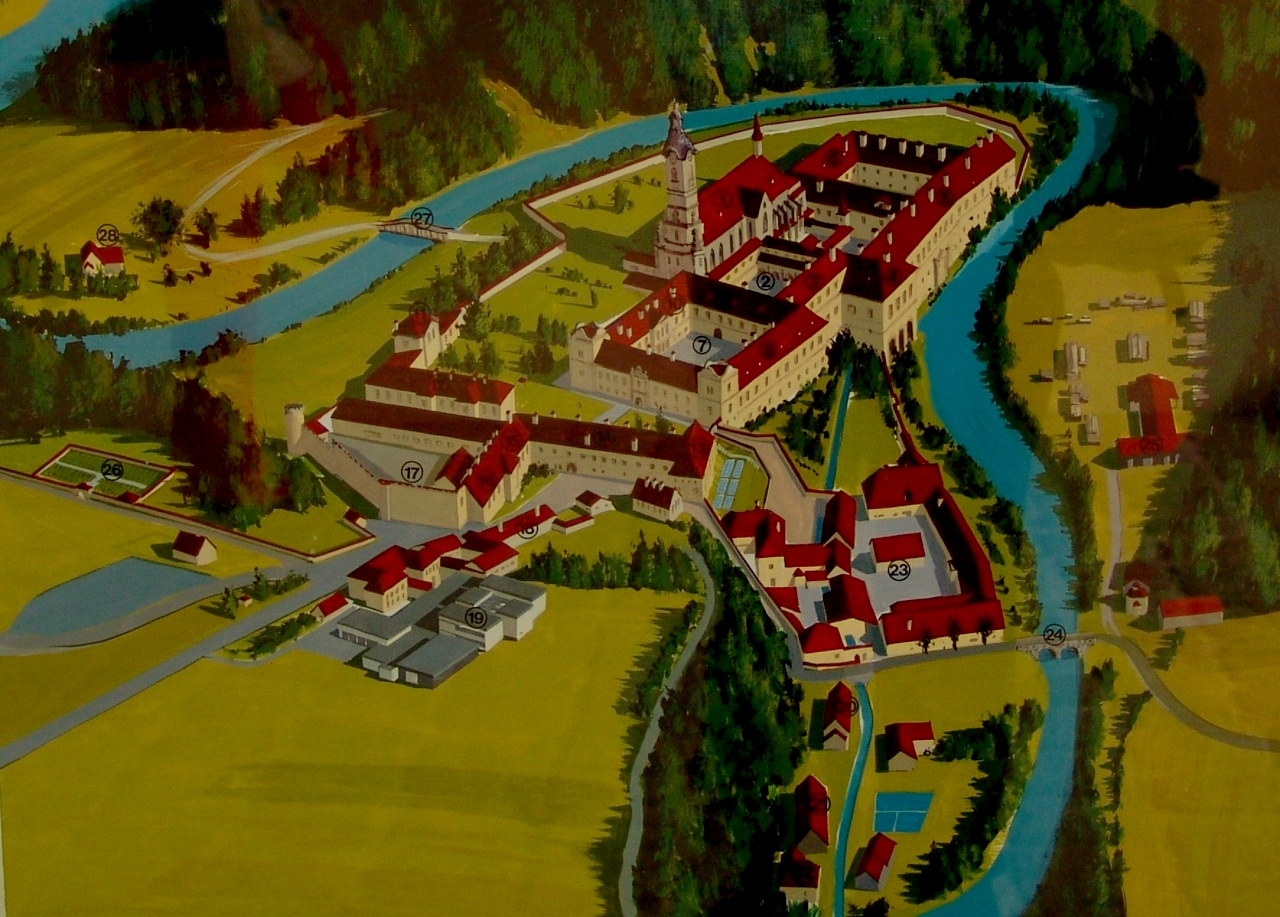
Übersichtskarte am Stiftsportal

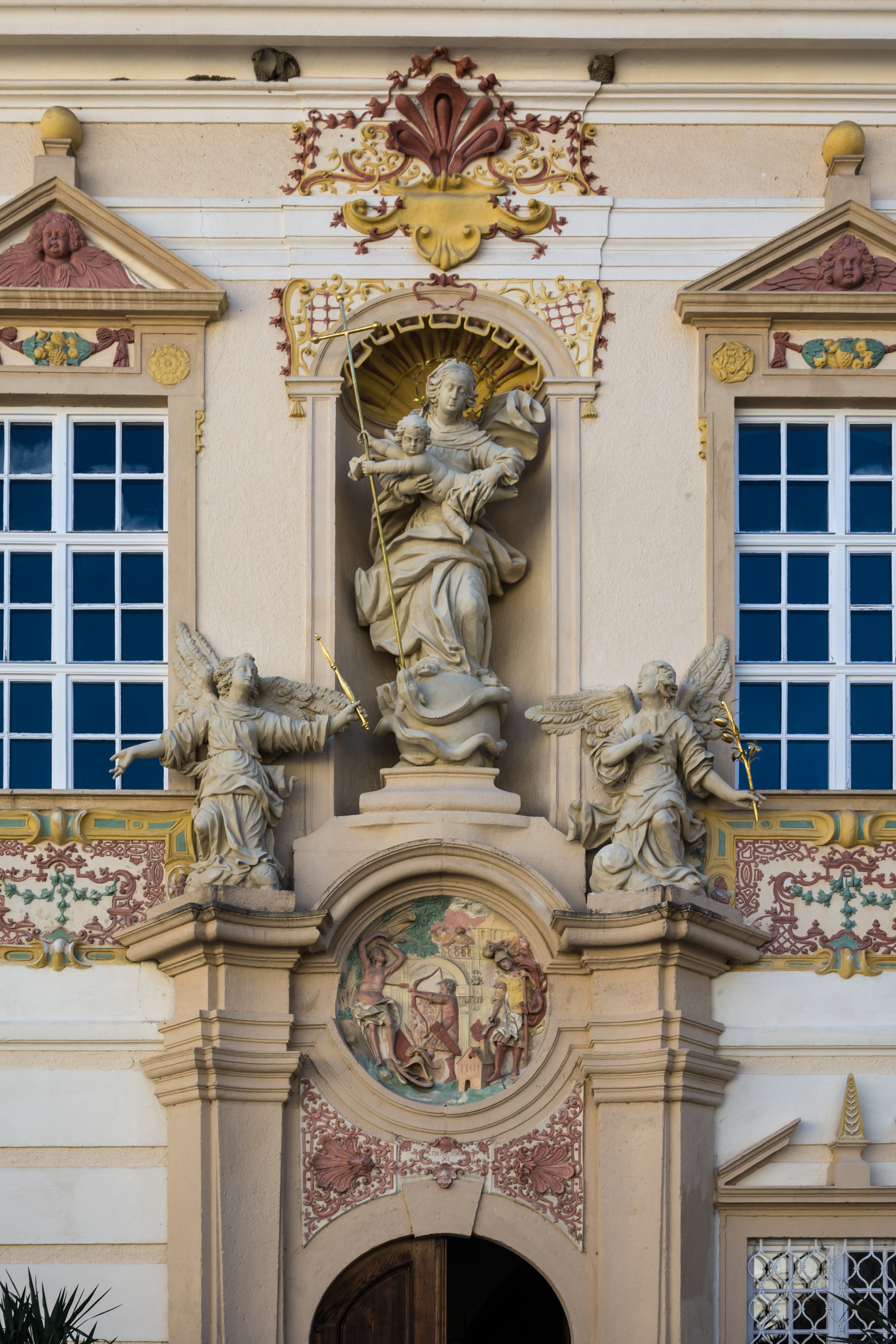
Pforte im Prälatenhof

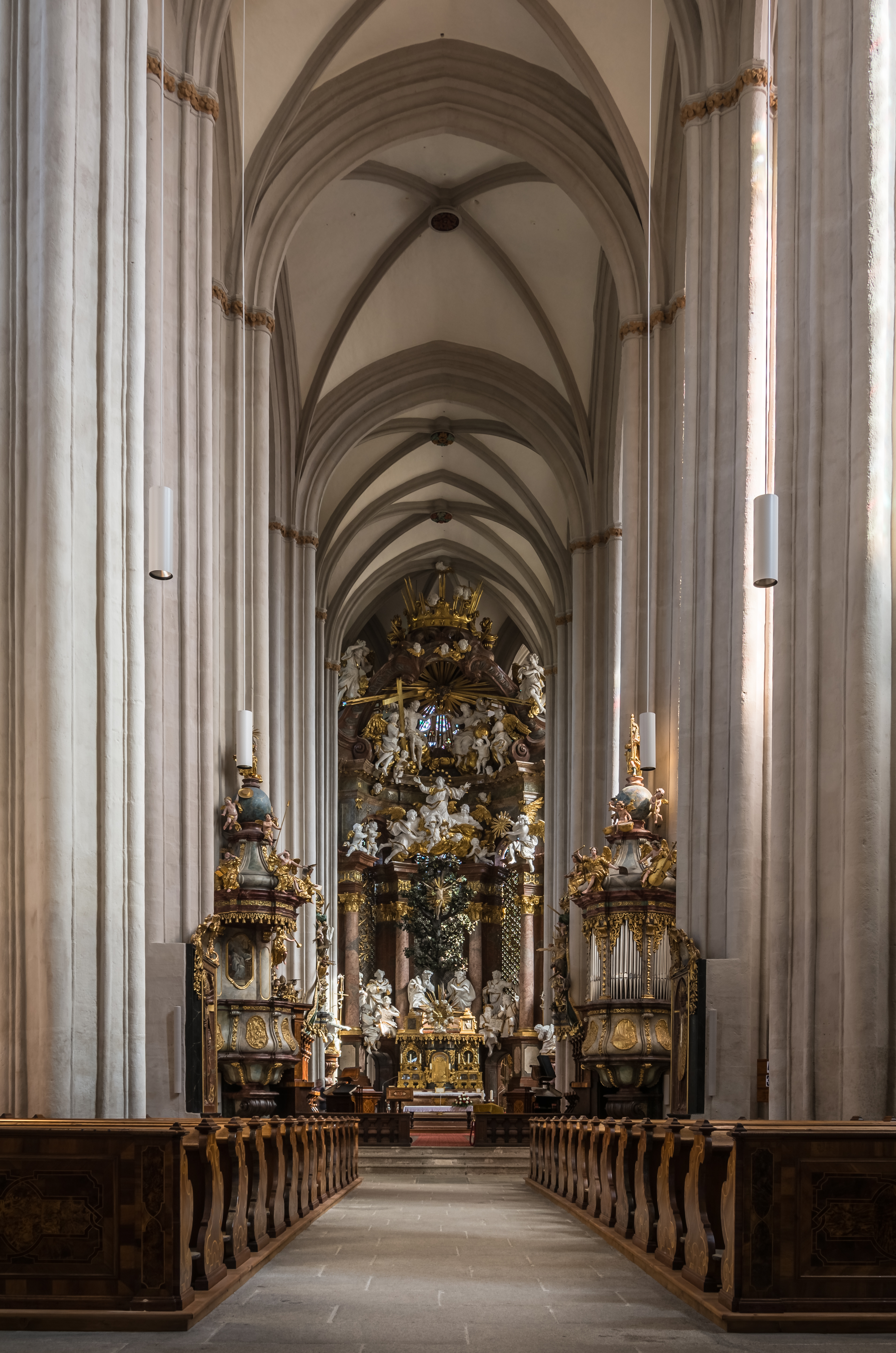
Stiftskirche

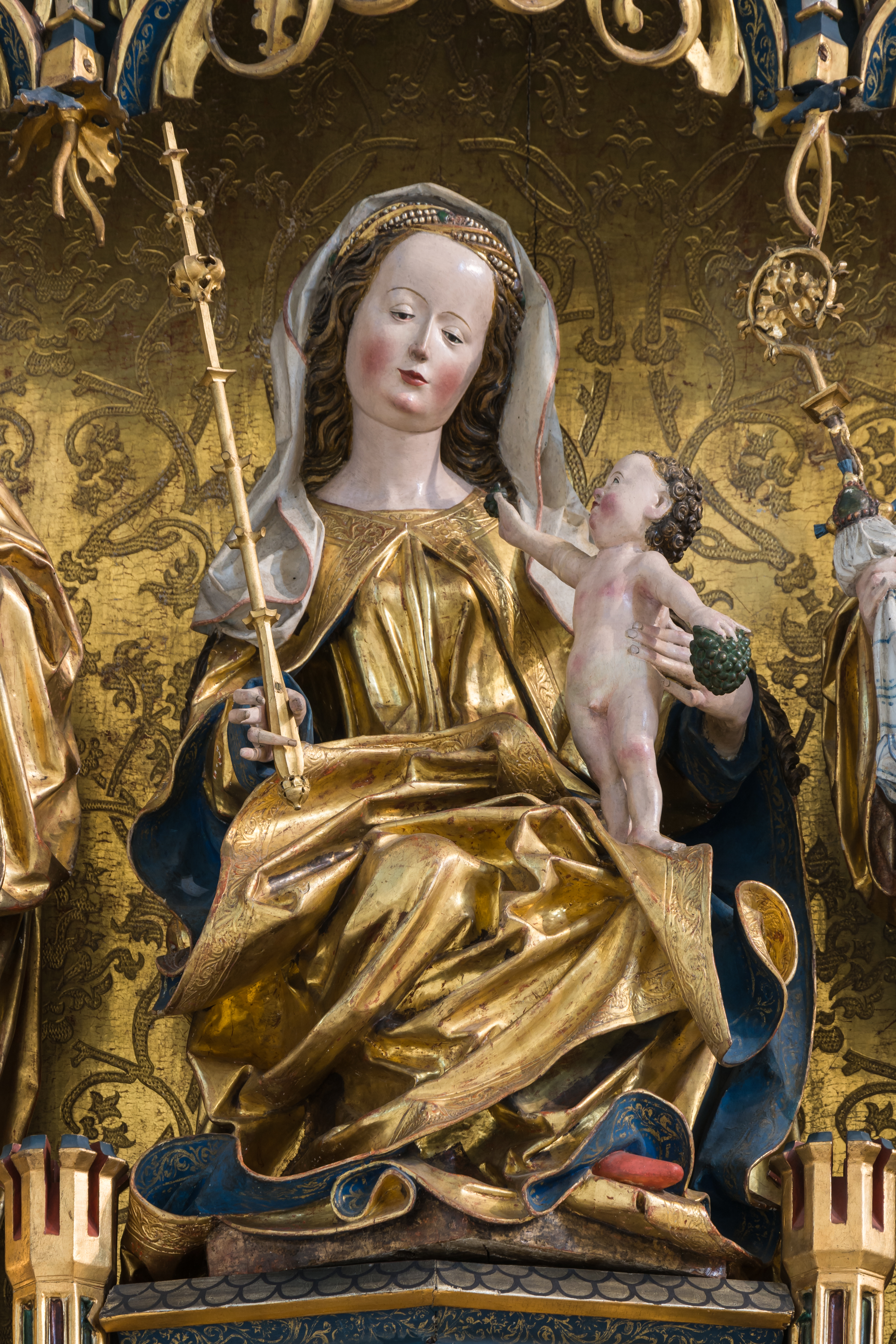
Gotische Madonna am Bernardialtar

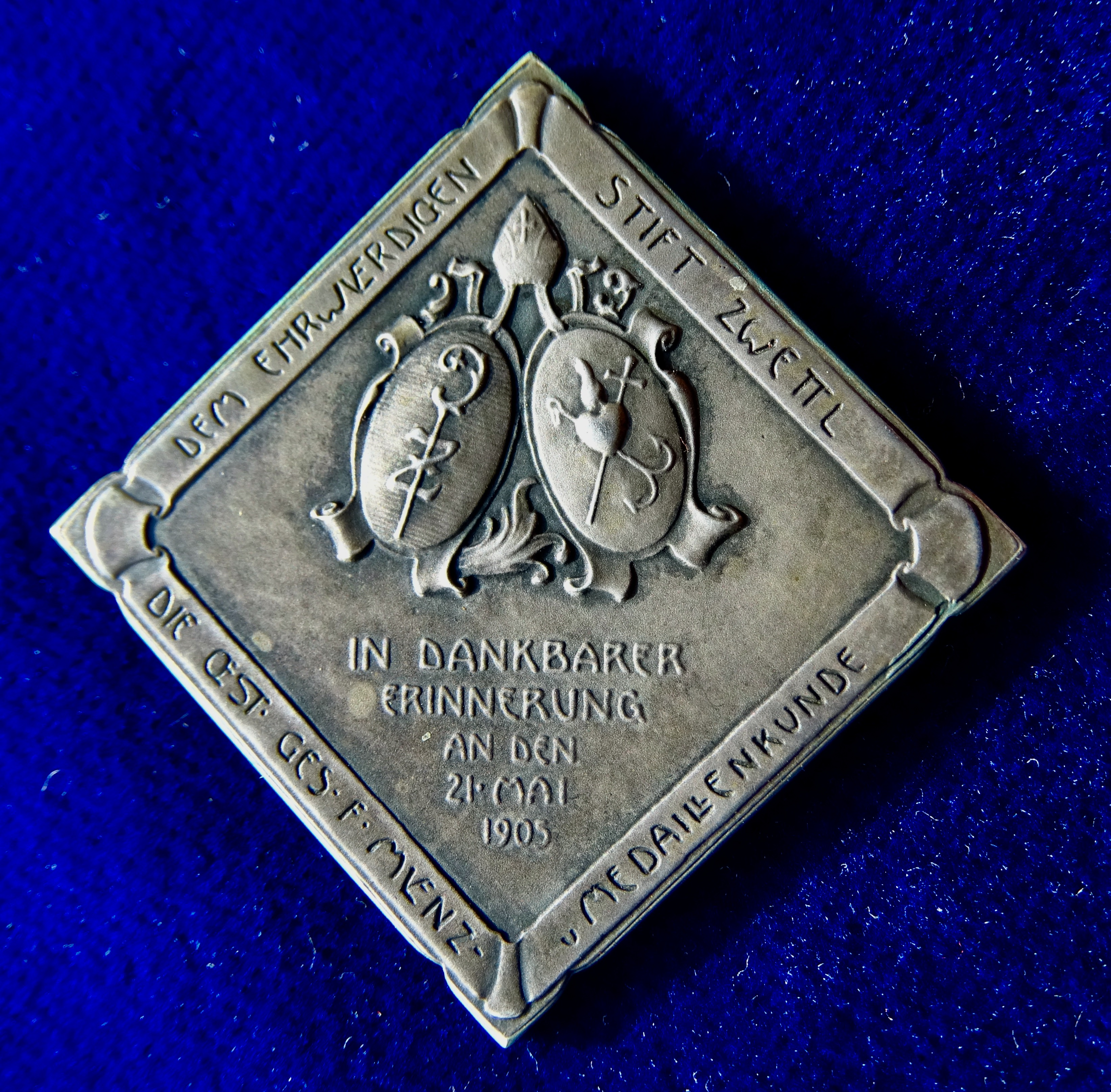
Jugendstil-Medaille (1905) mit den Wappen des Stifts und des Abtes Stephan Rössler

Stift Zwettl (lateinisch Abbatia B. M. V. de Clara Valle in Austria) ist eine Zisterzienserabtei im Waldviertel in Niederösterreich. Es besteht ohne Unterbrechung seit seiner Gründung im Jahr 1138 und ist damit das drittälteste Zisterzienserkloster weltweit. Das Kloster mit der Stiftskirche liegt unweit der gleichnamigen Stadt Zwettl. Der Klosterbau wurde in einer Flussschleife des Kamps errichtet.

## Geschichte
Das Kloster, 1138 vom Kuenringer Hadmar I. als erste Tochtergründung von Stift Heiligenkreuz aus gestiftet, gehörte der Filiation der Primarabtei des Klosters Morimond an. König Konrad III. bestätigte in einer Urkunde vom Oktober 1139 die von Hadmar gestiftete Grundherrschaft und gewährte dem Kloster Schutz und Freiheit von jeder Vogtei. 1159 wurde die Stiftskirche geweiht.
1185 gelangte ein Teil des südböhmischen Wittingau an das Stift. Dieser Teil wurde um 1250 an die Landsteiner Linie der Witigonen zurückverkauft. 1266 übergab Čeč von Weleschin mit Zustimmung seiner Gemahlin Gisela von Kuenring das Dorf Reinprechts dem Zisterzienserstift Zwettl.  Im März 1283 schenkte Leutold von Kuenring die Rechte an der Kirche von Thaya an das Stift Zwettl. Damit begann eine bis 1292 dauernde Auseinandersetzung zwischen den Zisterzienserklöstern Zwettl und Aldersbach (heute LK Passau) um das Patronatsrecht der Kirche von Thaya, bis Abt Ebro von Zwettl am 12. Juni 1292 vor bestellten Schiedsrichtern zugunsten Aldersbach darauf verzichtete. Die Kuenringer hatten dabei ihre Klostergründung Zwettl unterstützt, ihr Lehensherr, Graf Gebhard VII. von Hirschberg  Aldersbach. Auf demStiftsareal befindet sich die Grablege einiger Kuenringer. Große Bedeutung erlangte das Skriptorium des Stiftes, das für ein rasches Anwachsen des Buchbestandes sorgte. Das Zwettler Stiftungsbuch, die Bärenhaut von 1311, ist eine der bedeutendsten Handschriften aus dieser Zeit.
Von besonderer kunsthistorischer Bedeutung ist der spätromanische bzw. frühgotische Kreuzgang, der den Kreuzgangsinnenhof einschließt. Dieser Kreuzganghof versinnbildlicht – wie alle klösterlichen Kreuzganggärten – das Paradies. Weitere Gärten sind der nach Art der italienischen Palastarchitektur erbaute Abteihof und der Garten der Prälatur, ein neobarocker Ziergarten nach englischem Vorbild. Bedeutsam sind weiters das frühgotische Brunnenhaus und der romanische Kapitelsaal mit beeindruckender Einsäulenarchitektur.
1427 wurde das Stift in der Schlacht bei Zwettl durch Hussiten unter Andreas Prokop großteils zerstört. Nach und nach erholte sich das Kloster und die umgebende Grundherrschaft erbuntertäniger Bauern; etwa 1490 wurde die prächtige gotische Stiftskirche fertiggestellt. 1544 wurde die erste Orgel von Jakob Künigswerth installiert.
Im 18. Jahrhundert erfuhr die Klosteranlage eine weitreichende Barockisierung; einige Arbeiten des Bildhauers Mathias Sturmberger blieben erhalten. Vor allem wurde die barocke Westturmfassade von Joseph Munggenast nach Plänen von Matthias Steinl errichtet. Der Turm ist mit 82 Metern Höhe der zweithöchste Turm Niederösterreichs. Auch die Stiftsbibliothek, deren farbenprächtige Deckenfresken der Barockmaler Paul Troger gestaltete, stammt aus dieser Zeit.

### Orgeln
In den Jahren 1728 bis 1731 konzipierte Johann Ignaz Egedacher aus Passau die berühmte Orgel, die zu den größten Orgelprojekten in Wien und Niederösterreich zählt.

### Das Heilige Grab
Ein von Franz Anton Danne konzipiertes Heiliges Grab befindet sich in der nordwestlichen Ecke der Stiftskirche. Danner war kaiserlicher Hoftheatermaler. Das 1744 errichtete Bühnenensemble stellt Jesus Christus von Pontius Pilatus dar; unter dem Grab liegt der tote Christus und das Kulissenkonstrukt dient auch als Rahmen für die Ausstellung der Eucharistie. Um 1763 wurde eine weitere Bespielung der Passionskulisse eingerichtet, nämlich eine Kulissenkrippen; „aus dem Palast des Pontius Pilatus wurde so der Stall von Bethlehem.“

### Bibliothek
Die Stiftsbibliothek umfasst 420 mittelalterliche Codices ab dem 11. Jahrhundert, 377 Inkunabeln, 28.000 Werke in der barocken Bibliothek, die von Joseph Munggenast und Paul Troger ausgestaltet wurde, sowie 37.000 Bücher neueren Bestands in einem 2011 errichteten Depot mit einer Regallänge von rund zwei Laufkilometern.
In der unvollständigen Professformel „Ego frater Walther“ im Codex 164 im Stiftsarchiv Zwettl sieht Walter Klomfar einen Zusammenhang mit der Ortswüstung Walthers und Walther von der Vogelweide.

### Renovierung
In den Jahren 2007 bis 2014 wurden die Stiftskirche und die anderen Gebäude des Komplexes mit einem Kostenaufwand von 13 Millionen Euro renoviert.

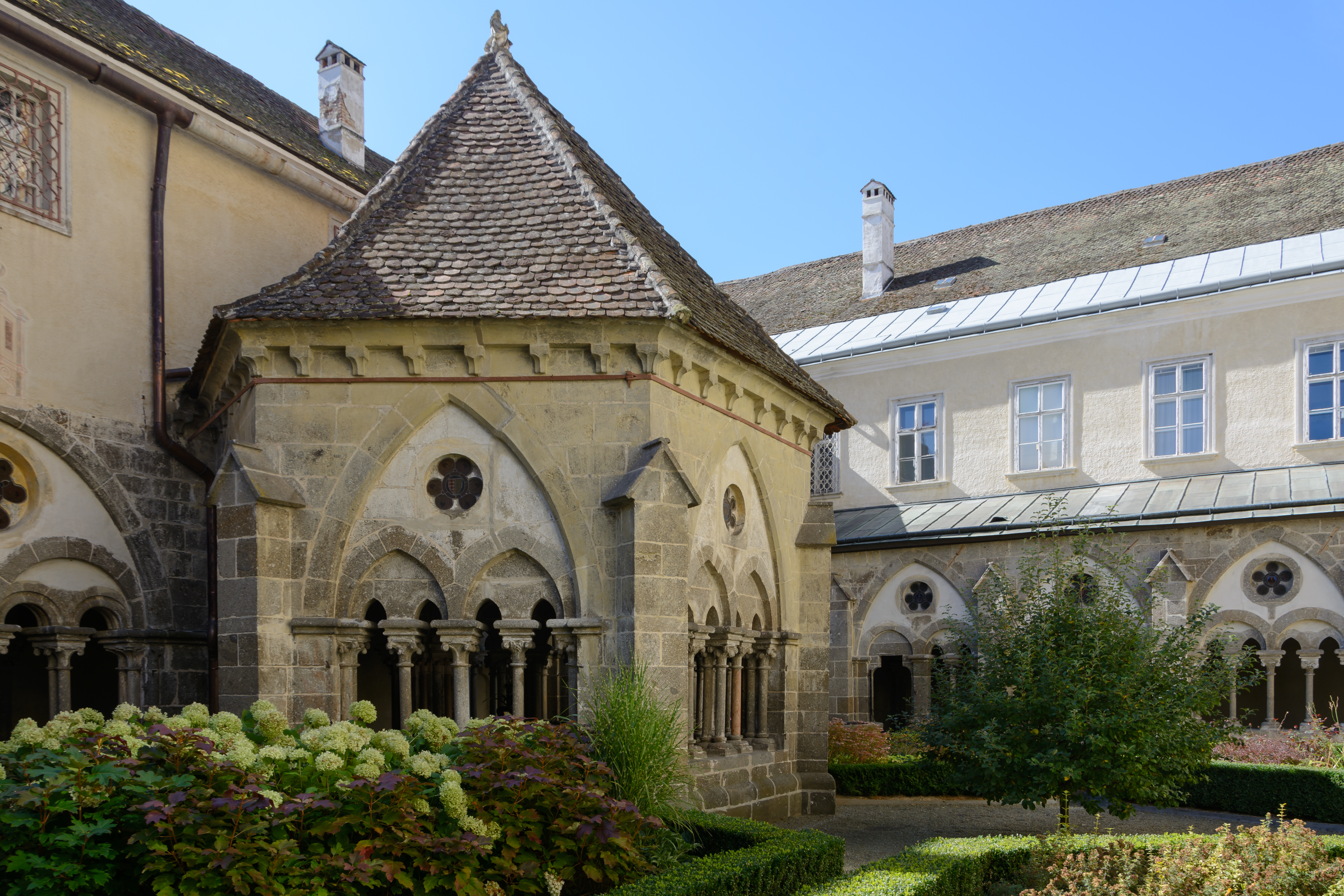
Kreuzganghof mit Brunnenhaus
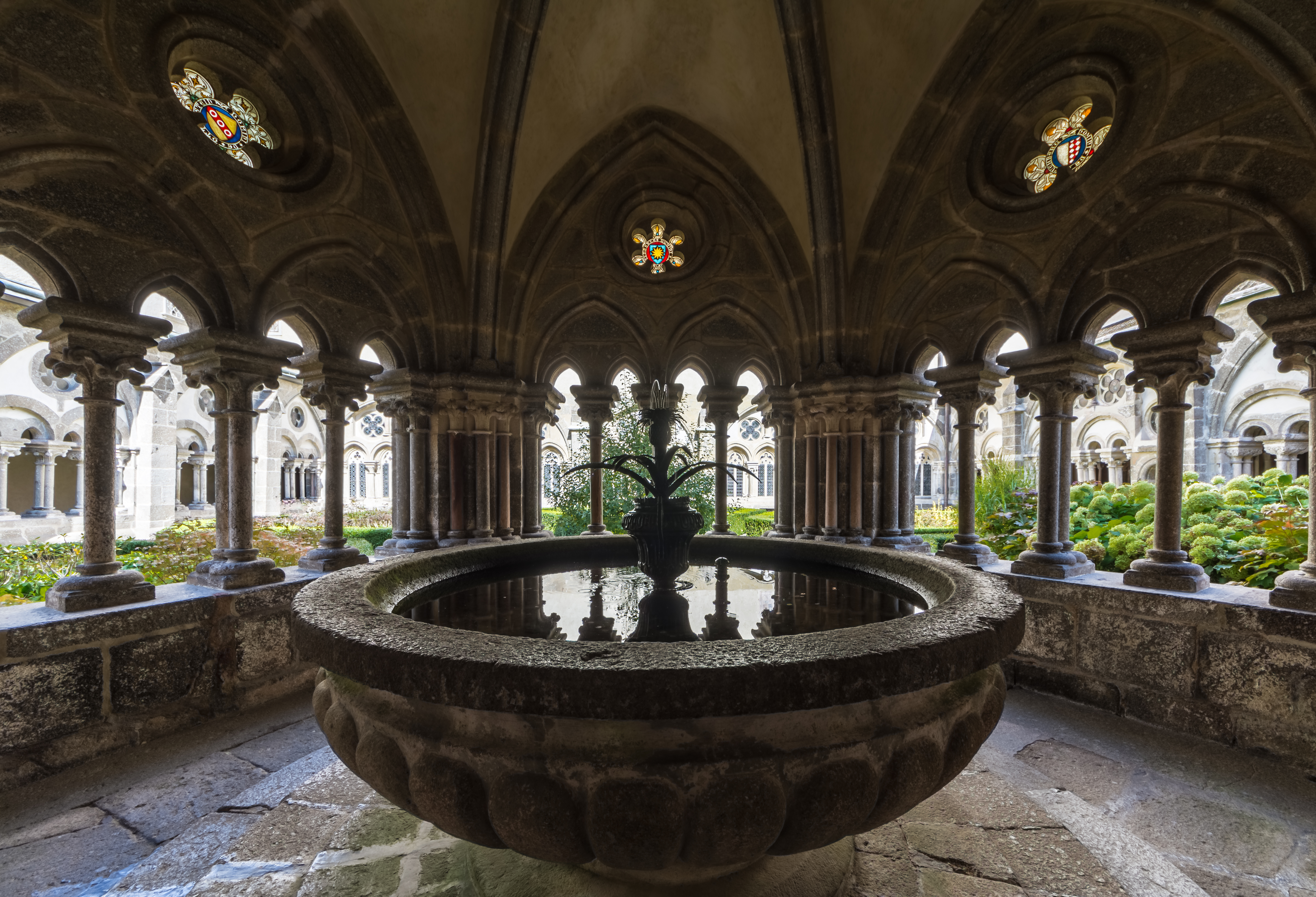
Brunnenhaus
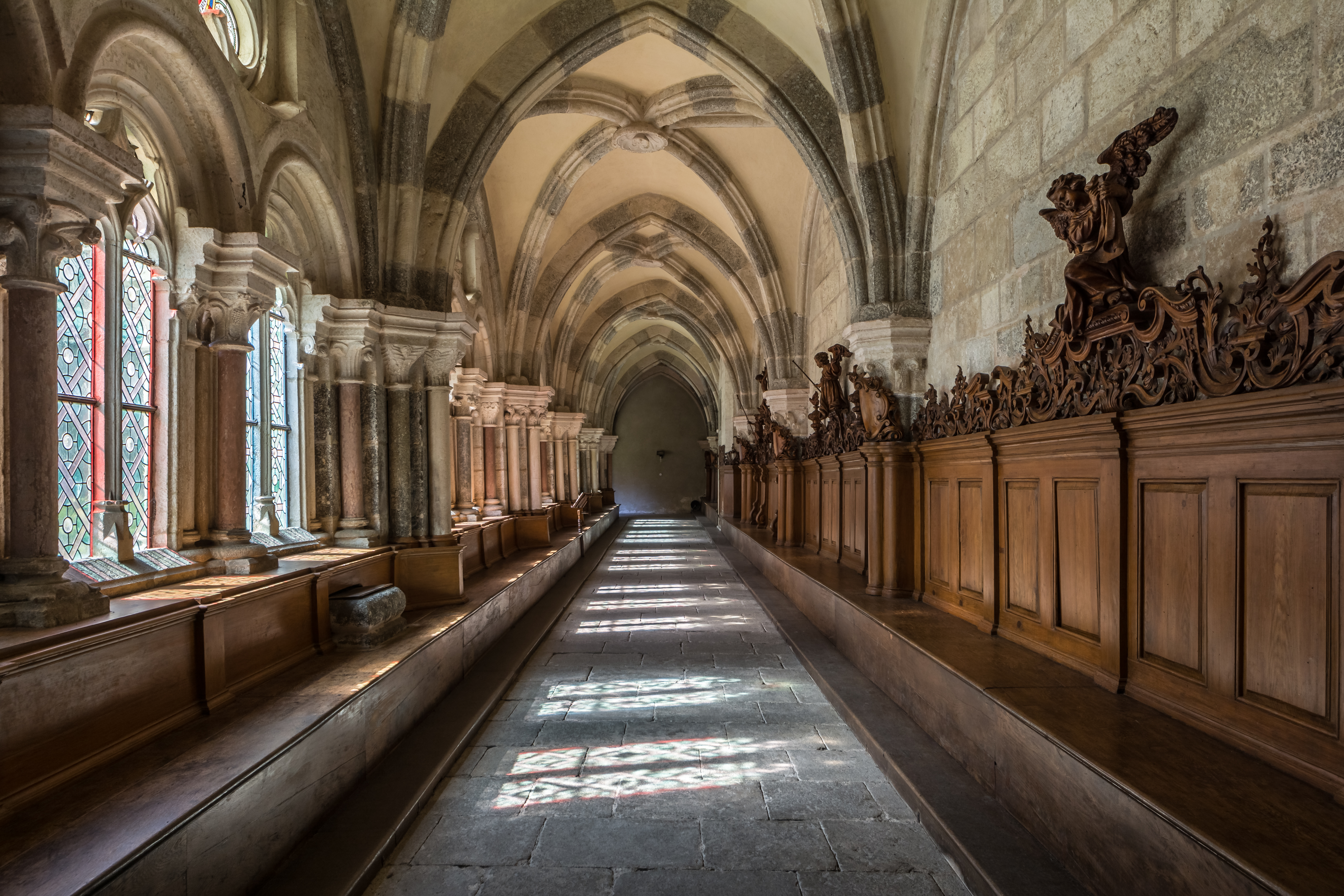
Kreuzgang
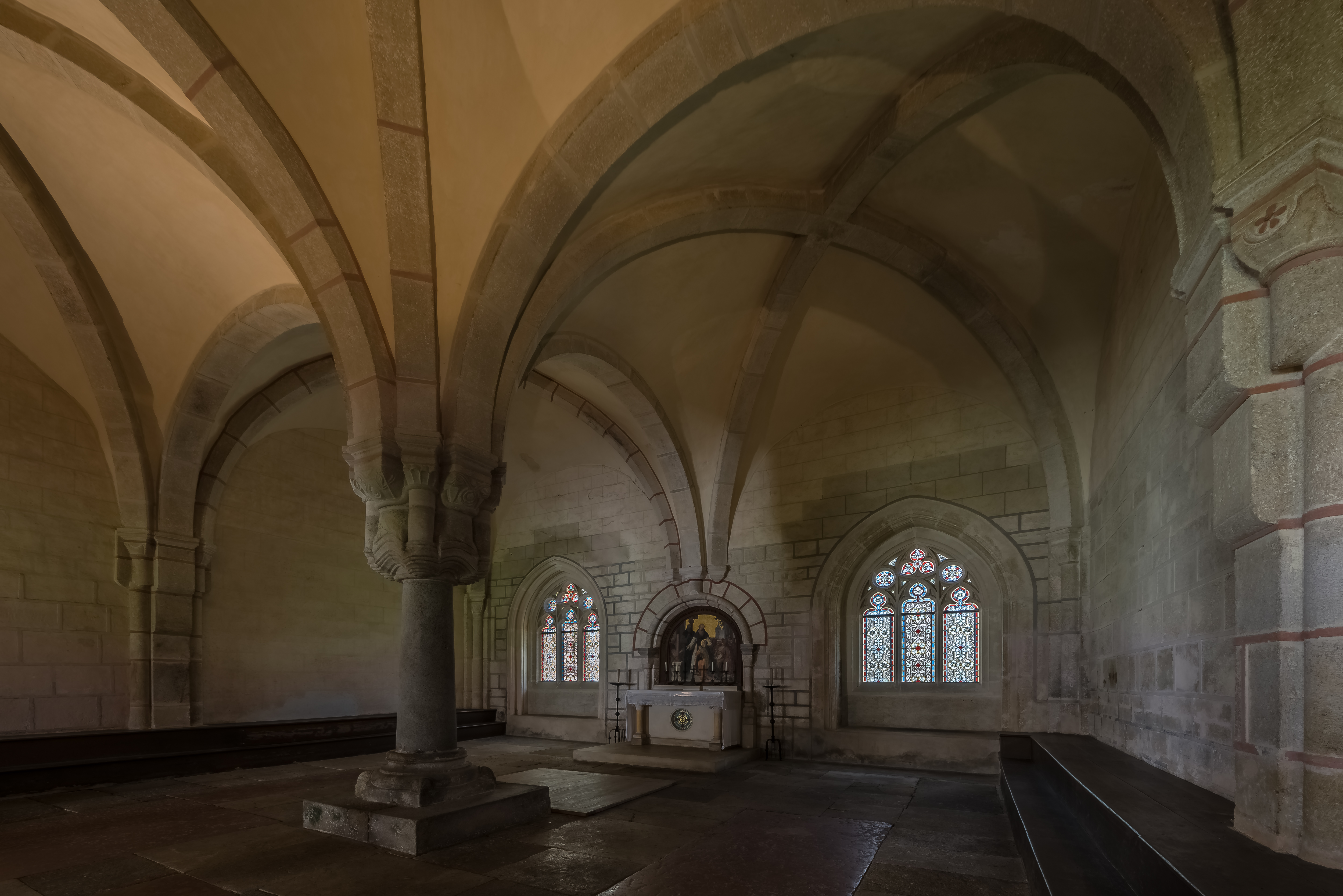
Kapitelsaal

## Wirtschaft
Heute sind Land- und Forstwirtschaft, Fischzucht und die Weinproduktion im Weingut Schloss Gobelsburg die wirtschaftliche Grundlage für die Erhaltung des Stiftes. Mit der Errichtung des angrenzenden Truppenübungsplatzes nach dem Anschluss Österreichs 1938 an das Deutsche Reich verlor Stift Zwettl über 700 Hektar Wald und Ackerflächen in der Nähe der Grenze zur Tschechoslowakei durch Zwangsverkäufe.
Im Sommer 2021 entstand im Stift unter der Regie von Ruth Mader der Thriller Serviam – Ich will dienen mit Maria Dragus in der Hauptrolle.

## Stiftspfarrkirchen
- Stiftskirche Zwettl
- Pfarrkirche Etzen
- 1303/1399 Pfarrkirche Windigsteig
- 1478 Pfarrkirche hl. Leonhard in Großschönau, vor 1478 Pfarrkirche hl. Laurentius
- 1765 Pfarrkirche St. Wolfgang bei Weitra
- 1783 Pfarrkirche Groß-Inzersdorf
- 1811 Stadtpfarrkirche Zistersdorf (1640 bis 1811 Klosterkirche des Franziskanerklosters Zistersdorf)

## Weitere inkorporierte Kirchen
- 1285 bis 1811 ehemalige Stadtpfarrkirche Zistersdorf (seit 1811 Wallfahrtskirche Maria Moos)

## Schulen
- Höhere Lehranstalt für Umwelt und Wirtschaft Yspertal